# Conostigmus ampullaceus
Conostigmus ampullaceus är en stekelart som beskrevs av Paul Dessart 1997. Conostigmus ampullaceus ingår i släktet Conostigmus och familjen trefåresteklar. Inga underarter finns listade i Catalogue of Life.